# Municipio de Cleveland (Dakota del Norte)
El municipio de Cleveland (en inglés: Cleveland Township) es un municipio ubicado en el condado de Walsh en el estado estadounidense de Dakota del Norte. En el año 2010 tenía una población de 76 habitantes y una densidad poblacional de 0,82 personas por km².

## Geografía
El municipio de Cleveland se encuentra ubicado en las coordenadas 48°13′56″N 97°57′26″O / 48.23222, -97.95722. Según la Oficina del Censo de los Estados Unidos, el municipio tiene una superficie total de 93.15 km², de la cual 92,58 km² corresponden a tierra firme y (0,61 %) 0,56 km² es agua.

## Demografía
Según el censo de 2010, había 76 personas residiendo en el municipio de Cleveland. La densidad de población era de 0,82 hab./km². De los 76 habitantes, el municipio de Cleveland estaba compuesto por el 100 % blancos. Del total de la población el 0 % eran hispanos o latinos de cualquier raza.